# Alfred Moisiu
Alfred Mosiu (* 1. prosince 1929 ve Skadaru) byl prezident Albánie od 24. července 2002 do 24. července 2007. Za svůj život získal několik medailí, například Skanderbegův řád II. stupně a III. stupně a Řád rudé hvězdy.

## Život
Vystudoval v Sovětském svazu; roku 1948 ukončil studium na škole vojenského inženýrství v Petrohradu (tehdy Leningradu). Do roku 1958 pracoval též ještě v SSSR jako učitel, poté se vrátil zpět do Albánie.
Tam pak pracoval na Ministerstvu obrany, později se stal předsedou úřadu, jež dohlížel na výstavbu opevnění v Albánii (v této době vznikly statisíce malých betonových bunkrů po celé zemi pro případ invaze jak ze západu, tak i z východu). V 80. letech se stal Moisiu ministrem obrany, a sám hlavním architektem při budování nových opevnění. Aktivní vojenskou službu Moisiu ukončil jako generál.
Do veřejného života se navrátil v revolučním prosinci 1991, v přechodné vládě do roku 1992 vedl opět resort obrany. Poté pomáhal s transformací albánských ozbrojených sil a jejich přípravou na vstup země do NATO. Roku 1994 založil Albánské severoatlantické sdružení, jehož byl zvolen nakonec prezidentem. O rok později podepsal smlouvu s NATO známou jako Partnerství pro mír, jež je považována za předstupeň vstupu země do této organizace.
Se svou prací však musel skončit v roce 1997, když se k moci dostala socialistická strana. V této době tak organizoval několik celoalbánských konferencí, které se zabývaly otázkou bezpečnosti a obrany jihovýchodní Evropy, též se diskutovalo o držení zbraní jednotlivými Albánci.
Roku 2002 byl na nátlak mezinárodního společenství zvolen Salim Berishou a Fatem Nanem jako kompromisní kandidát na prezidentský úřad. Nahradil v úřadu Redžepa Meidaniho, jemuž právě končil mandát. Na tuto shodu bylo poukazováno albánskými médii jako na velkou událost; Moisiu zastává od doby svého zvolení relativně neutrální, avšak prozápadní, politický postoj.

## Vyznamenání
- velkokříž Řádu za zásluhy Polské republiky – Polsko, 2006[1]
- velkokříž Řádu Vitolda Velikého – Litva, 27. března 2007[2]
- Velký řád krále Tomislava – Chorvatsko, 2. července 2007
- čestný rytíř velkokříže Řádu svatého Michala a svatého Jiří – Spojené království